# 톰 클랜시의 스플린터 셀: 혼돈 이론
《톰 클랜시의 스프린터 셀: 혼돈 이론》(Tom Clancy's Splinter Cell: Chaos Theory)은 스프린터 셀 시리즈의 세 번째 게임으로, 유비소프트 몬트리올에서 개발한 잠입 액션 게임이다. 전작들에 이어 미 국가안전보장국의 비밀 요원 샘 피셔의 활약을 다루고 있다.

## 줄거리

### 주 이야기
〈혼돈 이론〉의 이야기는 원작 스프린터 셀처럼 다시 정보 전쟁으로 돌아온다.
2007년, 일본에 ‘정보 자위대’(Information Self Defense Force, I-SDF)가 조직되자 중국과 북한, 한국을 비롯한 동북아 국가들 사이의 긴장감이 높아진다. 이를 전후 평화헌법의 위반으로 본 중국과 북한은 황해에서 일본 선박에 대한 봉쇄 조치를 취한다. 일본과 I-SDF는 미국과 써드 에셜론의 동맹이기 때문에 미국은 순양함 ‘USS 클라렌스 E 윌쉬’를 황해에 보내 북한과 중국이 물러서도록 유도한다.
한편, 샘은 휴고 라세르다가 이끄는 페루의 분리주의자 집단 ‘민중의 소리’(The People's Voice)가 납치한 컴퓨터 프로그래머 브루스 모건홀트를 구출하기 위해 페루에 파견된다. 그들은 샘이 원작에서 암살했던 필립 메이스의 알고리즘인 ‘메이스 커널’을 해독하는 중이었다. 그 알고리즘은 미국의 전산망에 침투해 타격을 주기 위해 제작된 것으로, 21세기의 초강력 무기였다. 샘은 그것이 잘못된 이들의 손에 들어갈 수 없게 해야 했다.
그러나 모건홀트는 샘이 감금실에 도착한 직후 전기고문으로 사망하고, 메이스 커널도 유출되고 만다. 샘은 등대에서 알아낸 화물선 '마리아 나르시사'에 침투해 휴고 라세르다를 암살하고 무기가 전달된 장소를 추적한다. 한편, 파나마의 은행에서 알 수 없는 무리들이 그 알고리즘을 이용해 일본과 미국 동부 해안의 통신을 먹통으로 만든다. 일본은 이전에도 비슷한 공격을 받아 경제에 타격을 입은 적이 있다. I-SDF의 오토모 제독은 써드 에셜론에 연락하며 북한과 중국이 일을 꾸몄을 것이라 경고한다. 샘은 뉴욕으로 가 모건홀트와 함께 프로젝트 왓슨을 담당했던 아브라힘 체르케지를 조사하고, 더글러스 셰틀랜드가 소유한 군수 회사 디스플레이스 인터내셔널이 그를 보호하고 있음을 알아낸다. 그는 디스플레이스의 사무실로 침투해 보스니아의 전범 밀란 네디치의 존재를 알아낸다. 그는 일본의 홋카이도에 은거하고 있었다.
샘은 홋카이도로 날아가 네디치가 깨끗하다고 주장하는 셰틀랜드를 만난다. 하지만 피셔는 상관하지 않고 체르케지의 잠복 장소에 침투해 그 곳에 있던 네디치를 죽이고, 셰틀랜드가 체르케지를 살해하는 것을 목격한다. 그러자 셰틀랜드는 도주하여 지하로 숨어 버린다.
한편, 미국은 7월 4일 윌쉬가 북한의 대선박 미사일에 의해 침몰하자 맞불을 놓고, 샘은 북한이 월쉬의 침몰과 관계가 있는지 아니면 메이스 커널이 개입되었는지를 확인하러 한반도로 보내지고, 북한의 사령부에 침입해 북한이 직접 미사일을 발사하지 않았다는 사실을 확인한다. 이 와중에 북한의 선전포고로 북한과 미국/한국 사이에 전쟁이 발발한다. (월쉬의 침몰, 미국과 북한 사이의 전쟁은 플레이스테이션 2와 게임큐브용 고스트 리콘 2의 줄거리이기도 하다.)
샘은 모든 전쟁이 디스플레이스 인터내셔널에 의해 지휘되었다는 것을 알게 된다. 디스플레이스는 체르케지로부터 얻은 메이스 커널을 이용해 북한의 미사일 시스템에 침입했고, 그들이 월쉬를 침몰시킨 것이었다. 미국을 전쟁에 개입시켜 미국 최대의 민간군사기업으로서 이익을 얻으려 했던 것이다. 샘은 또한 모든 음모의 배후에 자신의 오랜 동료이자 친구인 더글러스 셰틀랜드가 있다는 것도 알게 된다. 결국, 써드 에셜론은 샘을 셰틀랜드와 그의 공모자의 접선 장소로 보내고, 그 공모자가 일본의 I-SDF라는 것을 알게 된다. 셰틀랜드는 접선 도중에 I-SDF를 배반했고, 셰틀랜드의 병사들과 I-SDF의 돌격대 간의 총격전이 벌어진다. 그 혼돈의 한복판에서, 샘은 도망가는 셰틀랜드를 쫓아 살해한다.
셰틀랜드가 죽은 뒤에도 아직 해결되지 못 한 것이 있었다. I-SDF의 오토모 제독은 이미 메이스 커널의 복사본을 획득했고, 일본 정부와 자위대를 전복시킴으로써 일본을 다시 제국으로 만들려는 계획을 가지고 있었다. 그는 알고리즘을 이용해 북한의 미사일을 일본의 도시에 발사하겠다고 위협한다. 북한은 중국의 지원을 받고 있었을 것이고, 미국은 일본의 뒤를 봐주고 있었기 때문에 그것이 세계 3차 대전으로 번질 것은 뻔했다. 오토모의 충성스러운 I-SDF 병사들이 그를 막으러 온 일본 육상 자위대의 특전대를 막아냈지만, 샘은 I-SDF의 하층부에 침투하여 오토모의 계획을 마무리짓는다. 오토모는 할복을 시도하지만, 샘은 그를 살려 생포한다. 오토모는 UN의 재판대에서 한반도에서 일어난 모든 위기에 대한 책임을 지게 되고, 동아시아는 다시 안정을 되찾는다.

### 협동 작전 이야기
두 NSA 요원은 기본 훈련을 시작한다. 훈련이 끝나고, 요원들은 샘 피셔가 휴고 라세르다로부터 취한 단서들을 확실히 확인하기 위해 파나마로 보내진다. 요원들은 부은행장에게서 정보를 얻은 뒤 휴고 이외의 조력자들을 찾기 위해 기록을 뒤진다. 북한의 간첩이자 과학자인 정범주라는 이름을 기록에서 찾고, 임무를 완수하자 램버트는 요원들을 ‘훈련중인 스프린터 셀’로 승격시킨다.

이서 요원들은 전운이 감도는 한국의 서울로 가 은거하고 있는 정범주의 행방을 찾아내는 임무를 맡는다. 그러나 요원들이 찾아낸 이는 미끼였고, 미끼를 심문하여 정범주가 숨은 곳을 알아낸다. 그리고 정범주를 찾아 그가 김 대령에게 화학 무기를 주었다는 것을 알게 된다.
요원들은 싱글플레이의 이야기가 끝난 이후의 시점에 북한의 화학 미사일 벙커로 보내진다. 요원들의 일은 정범주가 어떤 종류의 무기를 개발했는지 알아보는 것이었고, 원숭이들을 실험용으로 쓰며 바이러스 무기를 개발했다는 사실을 알아낸다. 요원들은 램버트의 지시대로 백신을 만들기 위해 탄투로부터 바이러스 샘플을 채취하고 보트로 탈출한다.
요원들은 이제 뉴욕으로 자리를 옮겨, 정범주의 도움으로 김 대령 일당이 기차역에 설치한 폭탄을 제거한다. 그리고 북한으로 다시 돌아와 이번엔 핵 발전소를 조사하게 된다. 요원들은 김 대령을 도운 자를 찾고, 그가 마지막 공격을 유엔 본부에서 마지막 공격을 자행할 것이란 걸 알게 된다.
요원들의 마지막 임무는 뉴욕에 있는 유엔 본부에서 중요한 회의가 열리기 전에 자포자기하듯이 건물을 폭파시키려는 김 대령을 막는다. 요원들은 김 대령을 사살하고 북한 요원이 설치한 폭탄을 해체한다.

## 게임 방식

### 잠입 방식
〈혼돈 이론〉은 그간의 잠입 방식을 개량했다. 전작들부터 있었던 빛에 대한 노출도를 알려주는 막대와 더불어, 샘이 만드는 소음을 주변의 자연 소음과 비교해 측정하는 청각 검사기도 추가되었다. 적에게 들키지 않으려면 주위 환경보다 작은 소음을 만들어 내는 것이 중요하다.
인공 지능의 감시 방법도 바뀌었다. 전작에서는 샘이 특정 지역을 떠나면 이전의 영역에서 빛에 노출된 곳에 놓고 온 사체나 의식을 잃은 자를 검사해 알람이 울렸다. 하지만 〈혼돈 이론〉에서는 순찰하는 경비병들이 직접 사체를 발견하고 알람을 울린다.
물론 여전히 적에게 모습을 보이면 알람이 울리고, 알람은 경보 단계가 올라갈수록 적들이 샘을 대비할 수 있게 만든다. 하지만 이번에는 너무 많은 알람이 울릴 경우에도 임무가 자동으로 끝나지 않는다. 심지어는 시민이나 동료들을 죽여도 임무는 실패로 끝나지 않는다. 다만 그의 명성에 엄청난 흠이 생기고, 임무 평가 점수가 크게 내려간다.
〈혼돈 이론〉은 또 임무 수행 능력을 평가하는데, 발각된 횟수나 죽인 경비병의 수 등 다양한 통계가 그 기준이다.

### 근거리 전투
〈혼돈 이론〉에서는 컴뱃 나이프가 추가되었다. 심문 중에 적을 위협하거나, 근거리 전투에서 적을 사살하는 등 다양한 방법으로 나이프를 사용할 수 있다. 또, 샘이 어느 방향에서 공격을 하느냐와 적이 그의 존재를 눈치챘느냐는 더 이상 중요하지 않게 되었다. 또한 취조를 끝낼 때 살상을 하느냐 하지 않느냐를 선택할 수 있고, 거꾸로 매달려 있을 때는 아래에 있는 적의 목을 조르거나 부러뜨릴 수 있다. 또 난간 등에 매달려 있을 때 적을 끌어당기거나 절벽이나 난간 너머로 사체를 던질 수도 있다. 하지만, 모퉁이에서 총을 쓰는 동작은 삭제되었다.

### 무기
샘은 세 개의 다른 장비 킷 중 하나를 선택할 수 있게 되었다. 레딩의 추천 킷과 공격 킷, 잠입 킷이 있다. 레딩의 추천은 샘에게 탄약과 비살상 무기의 균형을 맞춰준다. 공격 킷은 비살상 무기를 줄이는 대신 더 많은 탄약을 제공하고, 잠입 킷은 살상 무기나 탄창을 줄이는 대신 더 많은 비살상 무기를 제공한다. 살상을 금지하는 임무에서는 공격 옵션을 선택할 수 없다.

### 인공 지능
적의 인공 지능 역시 향상되었다. 엄호를 하고 모퉁이를 기울여 보거나, 분대 기반의 전술을 이용하며, 심지어는 수류탄도 던진다. 적의 인공 지능은 환경의 변화에도 반응하는데, 조명이 꺼져 있으면 관심을 가지고, 총격으로 깨졌을 경우는 더 그렇다. 또한 어둠 속을 돌아다니기만 했던 전작의 적들과는 달리, 횃불이나 라이트 스틱, 손전등으로 진로를 밝히거나, 이상한 낌새가 계속되면 그림자에 총을 난사하기도 하고, 조명탄을 던지기도 해 잠입을 더욱 어렵게 만든다.

## 멀티플레이
〈혼돈 이론〉은 전작 〈판도라 투머로〉에 이어 경쟁하는 멀티플레이어 요소를 지니고 있다. 〈혼돈 이론〉에서는 더 나아가 두 요원이 7개의 임무를 수행하는 협동 모드가 포함되었다. 그 임무들은 싱글플레이의 이야기를 다른 시점에서 바라보는 형태를 취하고 있다. 분할 화면, 시스템 링크나 온라인을 통해 함께 플레이할 수 있다.
전작에서 인기를 얻었던 스파이 대 용병의 대결 역시 향상되어 수록되었다. 두 팀 모두 새로운 장비를 가지고, 스파이 팀은 협동을 위한 움직임, 용병들은 근거리 전투가 향상되었다.

## 대한민국 내에서의 판매 취소
〈혼돈 이론〉은 위자드소프트가 자막과 음성을 한글화해 대한민국에 출시할 예정이었지만, 2005년 영상물등급위원회가 남북한 사이에 전쟁이 일어나는 내용을 문제삼아 등급 보류 판정을 내렸다. 등급 보류는 직접적인 판매 불가를 의미하는 것은 아니지만, 등급을 받지 않으면 대한민국에서 게임을 판매할 수 없다.
하지만 〈혼돈 이론〉의 모바일 버전은 12세 이용가를 받으며 게임로프트를 통해 대한민국에 서비스되었다.

## 평가
| 통합 점수                 | 통합 점수                                                                                |
| 통합사                    | 점수                                                                                     |
| ------------------------- | ---------------------------------------------------------------------------------------- |
| 게임랭킹스                | (Xbox) 94% (PC) 91% (PS2) 89% (Mobile) 87% (NGE) 86% (GC) 81% (3DS) 54% (DS) 51%         |
| 메타크리틱                | (Xbox) 94/100 (PC) 92/100 (PS2) 87/100 (NGE) 85/100 (GC) 81/100 (3DS) 53/100 (DS) 50/100 |
| 평론 점수                 |                                                                                          |
| 평론사                    | 점수                                                                                     |
| EGM                       | (Xbox) 9.5 / 10 (DS) 3.83 / 10                                                           |
| 유로게이머                | (PC) 8 / 10 (DS) 5 / 10 (3DS) 4 / 10                                                     |
| 게임 인포머               | 9.75 / 10 (PS2) 9.25 / 10 (3DS) 5 / 10                                                   |
| 게임 레볼루션             | A− (PS2 & GC) B (3DS) D (DS) D−                                                          |
| 게임프로                  | (Xbox) · (3DS)                                                                           |
| 게임스팟                  | 8.6 / 10 (PS2) 7.1 / 10 (GC) 6.7 / 10 (DS) 5.6 / 10 (3DS) 5.5 / 10                       |
| 게임스파이                | · (PC & NGE) · (GC) · (DS)                                                               |
| 게임트레일러스            | 9.5 / 10                                                                                 |
| 게임존                    | (Xbox) 9.7 / 10 (PC) 9.1 / 10 (NGE) 9 / 10 (PS2) 8.9 / 10 (GC) 8.7 / 10                  |
| IGN                       | 9.6 / 10 (NGE) 8.8 / 10 (GC) 8.5 / 10 (PS2) 8.4 / 10 (3DS) 6.5 / 10 (DS) 6 / 10          |
| 닌텐도 파워               | (GC) 4.1 / 5 (DS) 8 / 10 (3DS) 5.5 / 10                                                  |
| OPM (US)                  | [ 64 ]                                                                                   |
| OXM (US)                  | 9.9 / 10                                                                                 |
| PC 게이머 (US)            | 91%                                                                                      |
| Detroit Free Press        | [ 67 ]                                                                                   |
| The Sydney Morning Herald | (Xbox) · (DS)                                                                            |

| 수상                   | 수상                                                                                                |
| 평론사                 | 수상                                                                                                |
| ---------------------- | --------------------------------------------------------------------------------------------------- |
| E3                     | 2004 Game Critics Awards: Best PC Game Best Action/Adventure Game Special Commendation for Graphics |
| Game Informer          | "Top 50 Games of 2005"                                                                              |
| 오피셜 엑스박스 매거진 | "#1 Xbox Game of the Year, 2005"                                                                    |
| IGN                    | Editors' Choice Award                                                                               |

## 같이 보기
- 스프린터 셀 시리즈
- 샘 피셔